# Tiangong-1
Tiangong 1 (kineski 天宮一號 / 天宫一号, pinyin Tiāngōng Yīhào,  Nebeska palača 1) bila je prva svemirska postaja Narodne Republike Kine. Razvila ju je Kineska akademija za svemirsku tehnologiju kao dio istoimenog programa. Koristila se kao svemirski laboratorij u kineskom svemirskom programu s ljudskom posadom kao i za istraživanje manevara spajanja i dugotrajnih boravaka astronauta.
Lansiranje rakete-nosača Long March 2F/T obavljeno je 29. rujna 2011. godine. Nakon ponovnog ulaska u Zemljinu atmosferu u noći s 1. na 2. travnja 2018. dio svemirske postaje je izgorio, a ostatak je pao u more.

## Izgradnja
Tiangong 1 je podijeljen u dvije glavne komponente, veći modul za posadu na pramcu i servisni modul manjeg promjera na krmi. Vanjska struktura svemirskog laboratorija podsjećala je na prve sovjetske svemirske postaje Saljut. Modul za posadu imao je androgini sustav za pristajanje usporediv sa sustavom APAS-89 za svemirske letjelice Shenzhou i pružao je posadama koje su dolazile u posjetu klimatizirani dnevni i radni prostor opremljen sustavima za održavanje života. Dva solarna krila raspona 17 m nalazila su se na nepristupačnom servisnom modulu za opskrbu energijom. Osim njih, tamo su bili smješteni spremnici goriva i motori za kontrolu položaja. Predviđeni vijek trajanja bio je oko dvije godine.
Lansirna raketa Dugi marš ograničila je veličinu i moguću upotrebu modula koji je služio i kao nosač svemirske letjelice Shenzhou u verziji sa spasilačkom. Promjer Tiangonga 1 bio je 2.8 m, duljina 9 m, a masa  8,4 t, tj. nešto manje od najveće nosivosti ove rakete-nosača. Masa Tiangonga 1 bila je manje od polovine mase prvih sovjetskih postaja. Nadalje, budući da je značajan dio mase (oko 3,5 t) bio servisni modul, korisni prostor (35 m³) bio je otprilike veličine ruskog modula Rassvet Međunarodne svemirske postaje (ISS).
Korištenje servisnog modula na stražnjoj strani eliminiralo je mogućnost korištenja drugog adaptera za aksijalnu spojku. Stoga Tiangong 1 nije omogućavao istovremeno pristajanje dviju letjelica Shenzhou na stanicu. Spajanje posada ili iskrcaj bespilotnog svemirskog transportera od strane posade stoga nije bio moguć. Ovi očiti nedostaci bili su posljedica jedne druge okolnosti. Svemirski laboratorij poslužio je kao neka vrsta prototipa za svemirski teretnjak kasnije poznat kao " Tianzhou " s malo većim dimenzijama i - kada je utovaren - masom od 13 t. Lansirna raketa Dulji marš 7 potrebna za to bila je u razvoju od 2008. godine.